# Semisuturia pahangensis
Semisuturia pahangensis är en tvåvingeart som först beskrevs av Malloch 1927.  Semisuturia pahangensis ingår i släktet Semisuturia och familjen parasitflugor. Inga underarter finns listade i Catalogue of Life.